# Heida Reed
Heida Reed, nome d'arte di Heiða Rún Sigurðardóttir (Reykjavík, 22 maggio 1988), è un'attrice e modella islandese.
È conosciuta per le sue interpretazioni nel film One Day (2011), e nelle serie TV Testimoni silenziosi, Jo e Poldark.

## Biografia
Heida Reed è cresciuta nel distretto di Breiðholt, a Reykjavík. All'età di 18 anni viene reclutata in un'agenzia di moda islandese e si trasferisce a Mumbai, dove lavorerà come modella per due anni. Intorno ai 20 anni si trasferisce a Londra, dove studia arte drammatica al Drama Centre London, diplomandosi nel 2010. Reed fa il suo debutto nel mondo della recitazione nel 2009, in una rappresentazione de Il malinteso all'Edinburgh Festival Fringe. Nel 2011 ha una piccola parte nel film One Day di Lone Scherfig.
Nell'aprile 2015 recita nello spettacolo Scarlet al Southwark Playhouse. Nello stesso anno appare nella serie televisiva Poldark nei panni di Elizabeth, ruolo che ricoprirà per cinque stagioni. Dal 2017 al 2021 interpreta il ruolo da protagonista nella serie islandese Stella Blómkvist. Dal 2021 al 2024 è tra gli interpreti principali della serie crime FBI: International.

### Vita privata
Nel luglio 2017 annuncia via social media il fidanzamento con il compagno Sam Ritzenberg, produttore statunitense.

## Filmografia

### Cinema
- One Day, regia di Lone Scherfig (2011)
- Against the Ice, regia di Peter Flinth (2022)

### Televisione
- Jo - serie TV, 8 episodi (2012-2013)
- Testimoni silenziosi (Silent Witness) – serie TV, episodi 17x01-17x02 (2014)
- Poldark – serie TV, 38 episodi (2015-2019)
- Delitti in Paradiso (Death in Paradise) – serie TV, episodio 5x03 (2016)
- Stella Blómkvist – serie TV, 12 episodi (2017-2021)
- FBI: International – serie TV (2021-2024)

## Doppiatrici italiane
Nelle versioni in italiano delle opere in cui ha recitato, Heida Reed è stata doppiata da:
- Ughetta d'Onorascenzo in FBI: International, FBI
- Domitilla D'Amico in Jo
- Valentina Favazza in Poldark